# Rši

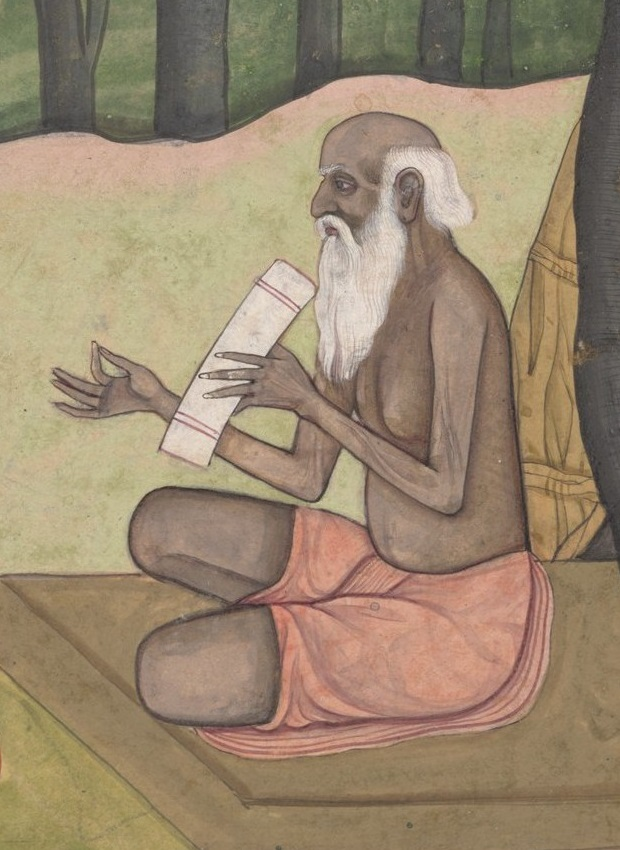
Obraz z 18. století vystihující moudrého rši

Rši (v sanskrtu ऋषि, transliterace ṛṣi, množné číslo ršiové) je označení pro postavy hinduistické mytologie. Jde o poustevníky, kteří díky askezi a rozjímání získali nadlidskou moudrost a magickou moc a přiblížili se ve své síle bohům, někdy dokonce ršiové dosáhli božství (tato skupina ršiů se označuje jako dévarši). Získaná moudrost však nemusela být nutně spojena s morálními kvalitami – někteří ršiové prosluli svou hněvivostí (např. Bhúti). 
Slovo rši má několik etymologických výkladů. Sanskrtští gramatikové odvozují slovo od kořene ṛṣ-, který může znamenat buď „plynout“ (neboť z nich plyne svatost a magická síla), má však i jiné významy. Britský sanskrtista Monier Monier-Williams navrhl dnes nejrozšířenější etymologii, podle níž se slovo ṛṣi odvozuje od kořene dṛś- („vidět, zřít“), protože ršiové byli obdařeni nadpřirozenou moudrostí a darem jasnozřivosti. To odpovídá označení moudrých osob v jiných indoevropských pohanských náboženských systémech. Překládá se obvykle „mudrc, světec, poustevník“; někteří čeští sanskrtisté (např. Dušan Zbavitel) užívají podle Monier-Williamsovy etymologie také neologismus zřec. Ve védách slovo znamená básníka-hymnografa, obdařeného božskou inspirací. 
Ršiů bylo podle indické tradice velmi mnoho, asi 48 000, z nichž nejvýznamnější je sedmero ršiů, saptarši: Atri, Bharadvádža, Džamadagni, Gautama, Kašjapa, Vasištha a Višvámitra. Sídlo těchto sedmi zbožštělých ršiů je podle indického podání v souhvězdí Velké medvědice, které se také v sanskrtu nazývá Saptarši.